# 伊戈爾·日丹諾夫
伊戈爾·亞歷山德羅維奇·日丹諾夫（烏克蘭語：
；1967年12月29日—）是烏克蘭的一位政治人物。曾任烏克蘭青年和體育部長。日丹諾夫還是公開政治研究中心的主席。他在2014年當選烏克蘭國會議員，所屬政黨是全烏克蘭聯盟「祖國」。